# Bulumia
Bulumia en la mitología talamanqueña es la prima hermana de Sibö, máximo dios de la religión bribri.

## Mito
Es descrita como una mujer bonita, esbelta, alta y le creció el pelo de color azabache y le creció hasta los pies. Era la hija de una mujer que quedó embarazada sin consentimiento de la familia. Cuando fue adulta, vivió sola más allá de la tierra en una casa cónica hecha de forma circular. Era feliz en su palenque y en las mañanas cantaba, bailaba y veía el cielo y al Señor Sol.
Shulákama se enamoró de la señorita Bulumia y vivieron en unión libre. Ella quería un bastón o báculo como el del señor y este le hizo uno de una serpiente terciopelo. Como condición, Bulimia siempre debá llevarlo en forma vertical, para dormir debía colocarlo detrás de la cabeza, llevarlo con el brazo derecho. Un día, Bulumia no quiso cumplir las reglas del báculo y un día quería ir a defecar y coloco el bastón en diferentes posiciones y vio como su bastón poco a poco se enrollo escondiéndose en un matorral, cuando dejó de defecar se fue a buscar su báculo pero no lo encontró y se sentó en un tronco pero no encontró nada. Regreso a casa y le contó lo sucedido a Shulákama y le pidió que la ayudara a buscarlo, pero él le dijo: vaya usted ahí tiene que estar su bastón. Ella dio vueltas en un matorral y al instante sintió una mordida y era su mismo báculo. Llegó a su casa casi moribunda y le contó a su esposo lo sucedido y él enojado dijo: “por eso no quería darte el bastón, ha llegado tu fin”.